# Martín Ventolrá
Martí Ventolrà Puig (né le 16 décembre 1906 à Barcelone et mort le 5 juin 1977 à Mexico) est un footballeur espagnol actif pendant les années 1930 et 1940.

## Biographie
En tant qu'attaquant, Martín Ventolrá est international espagnol à 12 reprises (1930-1936) pour trois buts inscrits. Il inscrit un but dans les éliminatoires de la Coupe du monde 1934, contre le Portugal. Durant la phase finale, il ne joue qu'un seul match sur les trois contre l'Italie, lors du match rejoué. L'Espagne est éliminée en quarts. Il est aussi sélectionné dans l'équipe de Catalogne de football à douze reprises.
Il commence sa carrière dans un club de sa ville, le RCD Español, remportant une coupe d'Espagne en 1929, ainsi qu'une coupe de Catalogne la même année. Il signe pour trois saisons avec le Séville FC, sans rien remporter. Il retourne en Catalogne, au FC Barcelone, remportant deux coupes de Catalogne de suite (1935 et 1936). Mais avec la Guerre civile espagnole, il quitte en 1937 le pays pour le Mexique. Il attend 1939 pour rejouer dans un club de football, et plus précisément le club du Real Club España, pendant une saison. De 1940 à 1949, il joue pour le CF Atlante, remportant un championnat mexicain en 1947 et une supercoupe du Mexique en 1942. Il est lors de la saison 1940-1941 meilleur buteur du championnat mexicain avec 17 buts.
Son fils, José Vantolrá, est international mexicain et dispute la Coupe du monde de football de 1970.
Martín Ventolrá est aussi entraîneur d'un club mexicain, celui de Santos Laguna dès 1956.

## Palmarès
- Coupe d'Espagne de football
  - Vainqueur en 1929
  - Finaliste en 1934
- Coupe de Catalogne de football
  - Vainqueur en 1929, en 1935 et en 1936
- Championnat du Mexique de football
  - Champion en 1947
  - Vice-champion en 1946
- Coupe du Mexique de football
  - Finaliste en 1944, en 1946 et en 1949
- Supercoupe du Mexique
  - Vainqueur en 1942
  - Finaliste en 1947